# トム・ペッテション
トム・ペッテション（Tom Pettersson、1990年3月25日 - ）は、スウェーデン出身のサッカー選手。リールストロムSK所属。ポジションはDF。

## クラブ経歴
地元クラブであるFCトロルヘッタンでプロキャリアをスタート。
2012年シーズン前、オートヴィーダベリFFに移籍。
2013年夏の移籍期間中、2014年夏までの契約でベルギーのOHルーヴェンに買取オプション付きのレンタルで加入。このオプションは行使されず、2014年後半にオートヴィーダベリFFに復帰した。
2014年10月、IFKヨーテボリと4年契約を結んだ。2016年12月に契約を2019年末まで延長。2019年シーズン終了後にクラブを退団した。
2019年12月17日、メジャーリーグサッカーのFCシンシナティと1年間の延長オプション付き2年契約を結んだ。

## 代表歴
2012年8月15日のU-21ルーマニア代表との親善試合で、U-21スウェーデン代表デビューを果たした。

## タイトル

### クラブ
FCトロルヘッタン
- ディビシオン1: 2008

IFKヨーテボリ
- スウェーデンカップ: 2014–15